# Právo na informace
Právo na informace je právo občanů vůči státu, resp. vůči orgánům veřejné moci, které mají povinnost nejen odpovídat na jednotlivé žádosti o poskytnutí informací, 
ale i o své činnosti informovat samostatně. Je jedno z prvních politických práv obsažených v Listině základních práv a svobod. Jeho široká realizace přináší možnost a dostatek vstupních údajů k rozhodování, což umožňuje fyzické osobě se účinně orientovat v politickém životě a případně se i na něm podílet. Umožňuje svobodně vyhledávat, přijímat a rozšiřovat ideje a informace bez ohledu na státní hranice. Cenzura (tzn. kontrola tisku, dalších medií a všech materiálů určených ke zveřejnění) je nepřípustná. Omezení svobody projevu a práva vyhledávat a šířit informace lze uskutečnit pouze zákonem (např. zák. č. 106/1999 Sb., o svobodném přístupu k informacím) a to pouze v míře nezbytné pro ochranu práv a svobod druhých, bezpečnost státu, veřejnou bezpečnost, ochranu veřejného zdraví a mravnosti. V Listině základních práv a svobod jsou vedle sebe zaručeny svoboda projevu a právo na informace, kdy svoboda projevu znamená, že každý má právo vyjadřovat své názory slovem, písmem, tiskem, obrazem, nebo jiným způsobem.
Je to právní koncepce, která garantuje lidem právo hledat, získávat a šířit informace bez zbytečných omezení a bez zásahu ze strany státu či jiných subjektů. Právo na informace se týká jak informací veřejného zájmu, tak i soukromých informací, které jsou důležité pro ochranu lidských práv a svobod. Jedná se o základní právo, které umožňuje lidem podílet se na společenském a politickém dění a rozhodování. 
V kontextu českého právního řádu je právo na informace zajištěno mnoha právními předpisy, včetně ústavního zákona o ochraně osobních údajů a zákona o svobodném přístupu k informacím. Ústavní zákon o ochraně osobních údajů chrání právo jednotlivců na ochranu svých osobních údajů a stanovuje podmínky, za kterých lze osobní údaje zpracovávat a poskytovat. Zákon o svobodném přístupu k informacím umožňuje lidem získávat informace od orgánů veřejné moci a dalších subjektů, pokud jsou tyto informace veřejně přístupné.Právo na informace má rovněž význam v oblasti novinářské práce a svobody tisku. V této oblasti se právo na informace projevuje jako právo novinářů a médií hledat a získávat informace a jako právo veřejnosti na informace, které jsou důležité pro demokratický proces a kontrolu moci.Celkově lze tedy říci, že právo na informace je klíčovým právem, které umožňuje lidem plnit své občanské povinnosti a aktivně se podílet na společenském dění. 
Právo na informace je zakotveno v článku 17 Listiny základní práv a svobod, který říká: "Každý má právo na svobodný přístup k informacím o sobě i o stavu přírodního a kulturního prostředí, jejichž ochrana je zájmem zdraví a práv ostatních. Podrobnosti stanoví zákon. "Tento článek 17 Listiny základních práv a svobod zaručuje občanům právo na informace a na přístup k nim bez diskriminace a bez ohledu na jejich náhory nebo postavení. Toto právo se neomezuje pouze na informace ve veřejném nájmu, ale zahrnuje také informace týkající se jednotlivců, jako jsou napoříklad osobní údaje.Zároveň je třeba dbát na ochranu práv ostatních osob a na ochranu citlivých informací, například informací týkajících se zdraví nebo soukromí jedinotlivců. Proto mohou být přístupy k některým informacím omezeny nebo zpřístupněny pouze za určitých podmínek stanovených zákonem. 

## Právní definice informace
Definice informace v rovině práva na informace je definována zákonem č. 106/1999 Sb., o svobodném přístupu k informacím následovně: Informací se pro účely tohoto zákona rozumí jakýkoli obsah nebo jeho část v jakékoli podobě, zaznamenaný na jakémkoli nosiči, zejména obsah písemného záznamu na listině, záznamu uloženého v elektronické podobě nebo záznamu zvukového, obrazového nebo audiovizuálního.
Definice informace nebyla v tomto zákoně ukotvena od jeho vzniku v roce 1999. Byla do něj vložena až novelou č. 61/2006 Sb. Do té doby tuto nejednoznačnost posuzovala judikatura v konkrétních případech. Například Nejvyšší správní soud v jednom ze svých rozhodnutí uvádí, že obsah pojmu informace je obecně chápán jako "zpráva, sdělení", jako určitý projev, ve kterém se konstatují fakta.
Právní řád České republiky dále definuje několik konkrétních druhů informace.
Právní definice informace se může lišit v závislosti na kontextu a oblasti práva. Nicméně v základním smyslu lze informaci definovat jako zprávu, údaj nebo výsledek zpracování dat, které mají význam pro určitou osobu, subjekt nebo společnost. 
V oblasti práva na ochranu osobních údajů (GDPR) se informace definuje jako jakékoliv údaje, které se týkají identifikovaného nebo identifikovatelného fyzického člověka. Tyto údaje mohou zahrnovat jméno, adresu, emailovou adresu, číslo účtu, fotografii, IP adresu, záznamy o transakcích a tak dále. V oblasti autorského práva se informace definuje jako jakékoliv dílo, které je výsledkem lidské tvorby a má originální charakter a nápadnost, jako jsou knihy, články, hudební skladby, filmy a tak dále. V oblasti veřejného práva se informace může definovat jako jakékoliv záznamy, dokumenty nebo údaje, které jsou v držení veřejných institucí nebo vládních úřadů a mají význam pro veřejnost. Tato definice zahrnuje například zprávy o vládních rozhodnutích, účetní záznamy nebo veřejné záznamy o trestním stíhání. 

### Definice informace v zákonu o právu na informace o životním prostředí[8]
Zákon č. 123/1998 Sb., o právu na informace o životním prostředí definuje informaci v následujících bodech:
1. stavu a vývoji životního prostředí, o příčinách a důsledcích tohoto stavu,
2. připravovaných nebo prováděných činnostech a opatřeních a o uzavíraných dohodách, které mají nebo by mohly mít vliv na stav životního prostředí a jeho složek,
3. stavu složek životního prostředí, včetně geneticky modifikovaných organismů, a o interakci mezi nimi, o látkách, energii, hluku, záření, odpadech včetně radioaktivních odpadů a dalších emisích do životního prostředí, které ovlivňují nebo mohou ovlivňovat jeho složky, a o důsledcích těchto emisí,
4. využívání přírodních zdrojů a jeho důsledcích na životní prostředí a rovněž údaje nezbytné pro vyhodnocování příčin a důsledků tohoto využívání a jeho vlivů na živé organismy a společnost,
5. vlivech staveb, činností, technologií a výrobků na životní prostředí a veřejné zdraví a o posuzování vlivů na životní prostředí,
6. správních řízeních ve věcech životního prostředí, posuzování vlivů na životní prostředí, peticích a stížnostech v těchto věcech a jejich vyřízení a rovněž informace obsažené v písemnostech týkajících se zvláště chráněných součástí přírody a dalších součástí životního prostředí chráněných podle zvláštních předpisů,
7. ekonomických a finančních analýzách použitých v rozhodování a dalších opatřeních a postupech ve věcech životního prostředí, pokud byly pořízeny zcela nebo zčásti z veřejných prostředků,
8. stavu veřejného zdraví, bezpečnosti a podmínkách života lidí, pokud jsou nebo mohou být ovlivněny stavem složek životního prostředí, emisemi nebo činnostmi, opatřeními a dohodami podle bodu 2,
9. stavu kulturních a architektonických památek, pokud jsou nebo mohou být ovlivněny stavem složek životního prostředí, emisemi nebo činnostmi, opatřeními a dohodami podle bodu 2,
10. zprávách o provádění a plnění právních předpisů v oblasti ochrany životního prostředí,
11. mezinárodních, státních, regionálních a místních strategiích a programech, akčních plánech apod., jichž se Česká republika účastní, a zprávách o jejich plnění,
12. mezinárodních závazcích týkajících se životního prostředí a o plnění závazků vyplývajících z mezinárodních smluv, jimiž je Česká republika vázána,
13. zdrojích informací o stavu životního prostředí a přírodních zdrojů

### Definice utajované informace
Definice utajované informace je obsažena v zákoně č. 412/2005 Sb., o ochraně utajovaných informací a bezpečnostní způsobilosti, který v ustanovení § 2 pís. a) uvádí, že utajovanou informací je informace v jakékoli podobě zaznamenaná na jakémkoli nosiči označená v souladu s tímto zákonem, jejíž vyzrazení nebo zneužití může způsobit újmu zájmu České republiky nebo může být pro tento zájem nevýhodné, a která je uvedena v seznamu utajovaných informací.

### Definice osobního údaje
Definici osobního údaje obsahuje nařízení Evropského parlamentu a Rady (EU) 2016/679 ze dne 27. dubna 2016 o ochraně fyzických osob v souvislosti se zpracováním osobních údajů a o volném pohybu těchto údajů a o zrušení směrnice 95/46/ES (obecné nařízení o ochraně osobních údajů neboli GDPR): "veškeré informace o identifikované nebo identifikovatelné fyzické osobě (dále jen „subjekt údajů“); identifikovatelnou fyzickou osobou je fyzická osoba, kterou lze přímo či nepřímo identifikovat, zejména odkazem na určitý identifikátor, například jméno, identifikační číslo, lokační údaje, síťový identifikátor nebo na jeden či více zvláštních prvků fyzické, fyziologické, genetické, psychické, ekonomické, kulturní nebo společenské identity této fyzické osoby."
Typickým osobním údajem tedy může být např. jméno a příjmení, adresa, telefonní číslo, e-mailová adresa, pohlaví, věk a datum narození, osobní stav, fotografický záznam. Osobním údajem však může být např. i způsob vystupování advokáta v soudním řízení.
Za zvláštní kategorii osobních údajů pak toto nařízení považuje osobní údaje, které "vypovídají o rasovém či etnickém původu, politických názorech, náboženském vyznání či filozofickém přesvědčení nebo členství v odborech, a zpracování genetických údajů, biometrických údajů za účelem jedinečné identifikace fyzické osoby a údajů o zdravotním stavu či o sexuálním životě nebo sexuální orientaci fyzické osoby."

## Rozdělení dle sekcí:

### Právo na svobodný přístup k informacím
Tato sekce zaručuje, že každý má právo bez omezení hledat, přijímat a šířit informace. Toto právo se obvykle vztahuje na informace ve veřejném zájmu, jako jsou zprávy o veřejných údálostech nebo zprávy o vládních aktivitách. 

### Právo na ochranu osobních údajů
Tato sekce se týká ochrany osobních údajů jednotlivců. Jednotlivci mají právo na ochranu svých soukromých informací před neoprávněným sběrem, použitím nebo šířením. 

### Právo na informace v oblasti zdraví
Tato sekce zaručuje, že lidé mají právo na přístup k informacím týkajících se životního prostředí, jako jsou zprávy o stavu ovdzuší, vody a půdy, informace o nebezpečných látkách a tak dále. 

### Právo na informaci v oblasti vzdělání
Tato sekce zaručuje, že lidé mají právo na přístup k informacím týkajících se vzdělávání, včetně informací o školách, univerzitách a kurzech, a tak dále. 

## Vztah práva na informace a svobody projevu
Právo na informace je úzce spjato se svobodou projevu. Obě práva se formovala společně, respektive právo na informace zpočátku bylo pojímáno pouze jako určitá složka svobody projevu. Právo na informace ve smyslu zvláštního subjektivního práva jedince požadovat přístup k určitým druhům informací a jemu odpovídající povinnost tyto informace poskytovat se formulovalo až později než samotná svoboda projevu. M. Bartoň vztah těchto práv popisuje následovně: právo na informace v užším smyslu sice souvisí se svobodou projevu, jde ale o jiný typ subjektivního práva, které není vždy explicitně v lidskoprávních dokumentech uveden a zpravidla též vyžaduje zvláštní podrobnější zákonnou úpravu.

## Právní zakotvení

### Listina základních práv a svobod
Právo na informace je v právním řádu České republiky společně se svobodou projevu primárně zaručeno v usnesení předsednictva České národní rady č.2/1993 Sb., o vyhlášení Listiny základních práv a svobod. Listina společně s dalšími právními předpisy tvoří na základě čl. 3 a čl. 112 Ústavy ústavní pořádek České republiky. Pod spojením „je zaručeno“ se rozumí, že tato práva zaručuje stát.
- Čl. 17 odst. 1 stanovuje:

Svoboda projevu a právo na informace jsou zaručeny.
- Čl. 17 odst. 2 stanovuje:

Každý má právo vyjadřovat své názory slovem, písmem, tiskem, obrazem nebo jiným způsobem, jakož i svobodně vyhledávat, přijímat a rošiřovat ideje a informace bez ohledu na hranice státu.
- Čl. 17 odst. 3 stanovuje:

Cenzura je nepřípustná
- Čl. 17 odst. 4 stanovuje:

Svobodu projevu a právo vyhledávat a šířit informace lze omezit zákonem, jde-li o opatření v demokratické společnosti nezbytná pro ochranu práv a svobod druhých, bezpečnost státu, veřejnou bezpečnost, ochranu veřejného zdraví a mravnosti.
- Čl. 17 odst. 5 stanovuje:

Státní orgány a orgány územní samosprávy jsou povinny přiměřeným způsobem poskytovat informace o své činnosti. Podmínky a provedení stanoví zákon.
- Čl. 35 odst. 2 stanovuje:

Každý má právo na včasné a úplné informace o stavu životního prostředí a přírodních zdrojů.
Zákonná úprava je pak provedena zejména dvěma zvláštními zákony, jeden se týká pouze informací o stavu životního prostředí a souvisejících otázek (č. 123/1998 Sb.), druhý je zaměřen všeobecně (č. 106/1999 Sb.). Zde je vymezen okruh tzv. povinných subjektů, to jsou orgány, na které se tato povinnosti vztahuje.
Tím, že je právo na informace zakotveno v Listině základní práv a svobod, má v České republice zvláštní význam a důležitost. Je to záruka, že toto právo je v našem právním systému chráněno a garantováno jako jedno z nejzákladnějších práv občanů.

### Zákon č.106/1999 Sb.o svobodném přístupu k informacím (dále jen "zákon o informacích")
Stanovuje Ministerstvu vnitra povinnost poskytnout fyzickým i právnickým osobám na žádost informace vztahující se k jeho působnosti. Informací se pro účely tohoto zákona rozumí jakýkoliv obsah nebo jeho část v jakékoliv podobě, zaznamenaná na jakémkoliv nosiči, zejména obsah písemného záznamu na listině, záznamu uloženého v elektronické podobě nebo záznamu zvukového, obrazového nebo audiovizuálního.
Povinnosti poskytovat informace se netýká dotazů na názory, budoucí rozhodnutí a vytváření nových informací.
Tento zákon garantuje právo každého občana na informace veřejného charakteru a upravuje postup, jakým lze toto právo uplatnit.
Zákon o informacích stanovuje, že každý má právo na informace o tom, co stát dělá, jaké má plány a jak hospodaří s veřejnými prostředky. To zahrnuje například informace o rozhodovacích procesech ve státní správě, o výsledcích voleb, o zákonodárném procesu, o hospodaření státních orgánů a další.
Právo na informace je tedy v České republice právně chráněné a každá má právo žádat o informace veřejného charakteru. Tento zákon upravuje, jakým způsobem mohou být informace poskytovány a jakým způsobem mohou být odmítnuty v případě, že jejich poskytnutí by ohrozilo ochranu zájmů stanovených v zákoně. Zákon o informacích také stanovuje, že informace musí být poskytovány v co nejkratší době a s co nejmnešími náklady. Pokud orgán veřejné moci odmítne poskytnout informace, je povinen toto rozhodnutí odůvodnit.
Zákon o informacích se vztahuje na všechny orgány veřejné moci v České republice, včetně státní správy, samosprávy a dalších orgánů. Tento zákon upravuje nejen právo na informace, ale také práva žadatelů, postup žádostí a další související otázky.
V případě, že se občan setká s odmítnutím své žádosti o informace, má možnost podat stížnost na postup orgánu veřejné moci k Úřadu pro ochranu osobních údajů. V případě nesplnění povinnosti poskytnout informace může být orgán veřejné moci sankcionován.
Celkově lze tedy říci, že právo na informace je v České republice velmi důležitým a chráněným právem, které zajišťuje transparentnost státních orgánů a poskytuje občanům možnost být informováni o dění ve veřejném životě.

## Poskytovatelé informací
- Státní orgány
- Územní samosprávné celky a jejich orgány
- Veřejné instituce
- Úřad – subjekty, kterým zákon svěřil rozhodování o právech, právem chráněných zájmech, nebo povinnostech fyzických nebo právnických osob v oblasti veřejné správy v rozsahu této jejich rozhodovací činnosti[15]

Všechny tyto orgány veřejné moci jsou povinny sdělovat informace, pokud si o to fyzická nebo právnická osoba zažádá a to buď ústní nebo písemnou formou. Povinnost poskytovat informace se výslovně netýká dotazů na názory, budoucí rozhodnutí a vytváření nových informací.
Podle § 13 informačního zákona se žádost o poskytnutí informace podává ústně nebo písemně, a to i emailem. Pokud není na ústně podanou žádost informace poskytnuta nebo pokud ji nelze požadovat za dostačující, je nutno podat žádost písemně.
V souladu s § 14 informačního zákona musí být ze žádosti zřejmé, kterému povinnému subjektu je určena a že se žadatel domáhá poskytnutí informace ve smyslu tohoto zákona.
Fyzická osoba musí v žádosti uvést:
- jméno a příjmení
- datum narození,
- adresu místa trvalého pobytu nebo, není-li přihlášena k trvalému pobytu, adresu bydliště
- adresu pro doručování, liší-li se od adresy místa trvalého pobytu nebo bydliště (adresou pro doručování se rozumí též elektronická adresa).

Právnická osoba musí v žádosti uvést:
- název
- identifikační číslo osoby
- adresu sídla
- adresu pro doručování, liší-li se od adresy sídla (adresou pro doručování se rozumí též elektronická adresa)

## Úřad nesmí poskytnout
Informačním zákonem jsou z poskytování informací v §§ 7 – 11 vyloučeny
- utajované informace
- informace týkající se osobnosti, projevů osobní povahy, soukromí fyzické osoby a osobní údaje mohou být poskytnuty jen v souladu s občanským zákoníkem a zákonem o ochraně osobních údajů. Údaje o třetích osobách většinou poskytnuty nebudou. Úřad však musí poskytnout základní osobní údaje o osobě, které poskytl veřejné prostředky (tj. jméno, příjmení, rok narození, obec, kde má příjemce trvalý pobyt, výše, účel a podmínky poskytnutých veřejných prostředků). To neplatí v případě poskytování veřejných prostředků podle zákonů v oblasti sociální (sociální dávky), poskytování zdravotních služeb, hmotného zabezpečení v nezaměstnanosti, státní podpory stavebního spoření a státní pomoci při obnově území.
- obchodní tajemství (při poskytování informace, která se týká používání veřejných prostředků, se však poskytnutí informace o rozsahu a příjemci těchto prostředků nepovažuje za porušení obchodního tajemství)
- informace o majetkových poměrech osoby, která není povinným subjektem, získané na základě zákonů o daních, poplatcích, penzijním nebo zdravotním pojištění anebo sociálním zabezpečení
- informace vzniklé bez použití veřejných prostředků, jestliže byly předány osobou, které takovouto povinnost zákon neukládá (ledaže by tato osoba sdělila, že s poskytnutím informace souhlasí)
- informace, které úřad zveřejňuje na základě zvláštního zákona (např. zákon o státní statistické službě) a v předem stanovených pravidelných obdobích až do nejbližšího následujícího období
- informace, jejichž poskytnutím by byla porušena ochrana práv třetích osob k předmětu autorského práva
- informace, které úřad získal od třetí osoby při plnění úkolů v rámci kontrolní, dozorové, dohledové nebo obdobné činnosti prováděné na základě zvláštního právního předpisu (např. zákon o České obchodní inspekci), podle kterého se na ně vztahuje povinnost mlčenlivosti anebo jiný postup chránící je před zveřejněním nebo zneužitím; úřad poskytne jen ty informace, které při plnění těchto úkolů vznikly jeho činností
- informace o probíhajícím trestním řízení
- informaci o činnosti orgánů činných v trestním řízení, včetně informací ze spisů, a to i spisů, v nichž nebylo zahájeno trestní řízení, dokumentů, materiálů a zpráv o postupu při prověřování oznámení, které vznikly činností těchto orgánů při ochraně bezpečnosti osob, majetku a veřejného pořádku, předcházení trestné činnosti a při plnění úkolů podle trestního řádu, pokud by se tím ohrozila práva třetích osob anebo schopnost orgánů činných v trestním řízení předcházet trestné činnosti, vyhledávat nebo odhalovat trestnou činnost nebo stíhat trestné činy nebo zajišťovat bezpečnost České republiky
- informace o rozhodovací činnosti soudů s výjimkou rozsudků
- informace o plnění úkolů zpravodajských služeb
- informace o přípravě, průběhu a projednávání výsledků kontrol v orgánech Nejvyššího kontrolního úřadu
- informace o činnosti Ministerstva financí podle zákona o některých opatřeních proti legalizaci výnosů z trestné činnosti a financování terorismu nebo podle zákona o provádění mezinárodních sankcí
- údaje vedené v evidenci incidentů podle zákona o kybernetické bezpečnosti, ze kterých bylo možné identifikovat orgán nebo osobu, která kybernetický bezpečnostní incident ohlásila nebo jejichž poskytnutí by ohrozilo účinnost reaktivního nebo ochranného opatření podle zákona o kybernetické bezpečnosti
- informace, které jsou předmětem ochrany práva autorského, pokud jsou v držení

1. provozovatelů rozhlasového nebo televizního vysílání, kteří toto vysílání provozují na základě zvláštních právních předpisů,
2. škol a školských zařízení, které jsou součástí vzdělávací soustavy podle školského zákona a podle zákona o vysokých školách,
3. Akademie věd České republiky a dalších veřejných institucí, které jsou příjemci nebo spolupříjemci podpory výzkumu a vývoje z veřejných prostředků podle zákona o podpoře výzkumu a vývoje,
4. kulturních institucí hospodařících s veřejnými prostředky, jako jsou divadla, orchestry a další umělecké soubory s výjimkou knihoven poskytujících veřejné knihovnické služby a muzeí a galerií poskytující standardizované veřejné služby.

## Zakotvení práva na informace ve vybraných státech EU
Francie
V deklaraci práv člověka a občana z roku 1789 se píše, že nikdo nesmí být pronásledován pro své názory, jestliže jejich projev neporušuje veřejný řád, založený zákonem. Zákon z roku 1978 přiznává právo na informace všem osobám a stanovuje přístup ke správním dokumentům.
Slovensko
Slovensko má právo na informace zakotveno ve slovenské Listině, stejně jako v ČR.
Švédsko
Údajně je Švédsko v tomto právu vzorovou zemí, protože mají otevřený přístup k informacím. Každý má mít volný přístup k úředním dokumentům a omezený je pouze v předepsaných situacích.
Maďarsko
Právo na informace je součástí svobody názoru, což znamená, že každý člověk má právo na přístup k informacím a právo šířit informace veřejného zájmu. V zákoně je jasně dané, že se jedná o informace veřejného zájmu.
Německo
Právo na informace je součástí práva svobodného projevu. To zahrnuje právo nerušeně se informovat z obecně přístupných pramenů. Od roku 2005 zákon přiznává každé osobě bezpodmínečné právo na přístup k federálním veřejno-správním informacím, do té doby bylo sdělování těchto informací společnosti v rukou novinářů.

## Historie práva na informace
Právo na informace bylo zakotveno v pramenech práva až v 2. polovině 20. století. Poprvé je zaznamenáno ve Švédsku, kde bylo schváleno právo na přístup k dokumentům vlády. Dlouho byl přístup k informacím omezován principem důvěrnosti, který nedovoloval nahlížení do soukromých spisů. V České republice bylo právo na informace zakotveno v pramenech práva až po pádu komunistického režimu a v roce 1999 byl schválen zák. č. 106/1999 Sb., O svobodném přístupu k informacím a zák. č. 123/1998 Sb., O právu na informace o životním prostředí byl schválen o rok dříve.